# Norman Coslett
Sir Thomas Norman Coslett KCB OBE (* 8. November 1909; † 9. November 1987) war ein britischer Luftwaffenoffizier der Royal Air Force, der zuletzt im Range eines Generalleutnants (Air Marshal) zwischen 1963 und 1966 Kommandierender General des Luftwaffeninstandhaltungskommandos (RAF Maintenance Command) war.

## Leben

### Pilotenausbildung und Zweiter Weltkrieg
Coslett begann nach dem Schulbesuch im Januar 1926 eine Ausbildung zum Fluggerätmechaniker an der Technischen Ausbildungsschule 1 (No. 1 School of Technical Training RAF). Nach deren Abschluss begann er 1929 seine fliegerische Ausbildung als Flight Cadet in der B-Squadron des Royal Air Force College Cranwell, der Offiziersschule der britischen Luftstreitkräfte, und gehörte zur Collegemannschaft im Boxen und Rugby. Nach Abschluss der Ausbildung wurde er am 20. Dezember 1930 als Berufssoldat (Permanent Commission) in die RAF übernommen und nach seiner gleichzeitigen Beförderung zum Leutnant (Pilot Officer) Pilot bei der No. 2 Squadron RAF. Am 16. Oktober 1931 wechselte er als Pilot zur No. 5 Squadron RAF und wurde dort am 20. Juni 1932 zum Oberleutnant (Flying Officer) befördert. Nachdem er ab dem 24. Mai 1934 Ausbilder auf dem Militärflughafen RAF Leuchars war, absolvierte er zwischen dem 8. August 1934 und dem 8. August 1936 einen Ingenieurlehrgang für Offiziere beim Inlandsflugzeugdepot (Home Aircraft Depot) und erhielt dort am 1. April 1936 seine Beförderung zum Hauptmann (Flight Lieutenant).
Im Anschluss wurde er am 8. August 1936 Ingenieuroffizier an der No. 2 Flying Training School RAF auf dem Luftwaffenstützpunkt RAF Brize Norton sowie im Anschluss am 19. Februar 1938 Pilot der ebenfalls dort stationierten No. 216 Squadron RAF, wo er am 1. Dezember 1938 auch zum Major (Squadron Leader) befördert wurde. Im Januar 1939 wechselte er als Ingenieuroffizier zum Luftwaffendepot der Royal Air Force im Mittleren Osten und kehrte nach dem Ausbruch des Zweiten Weltkrieges kurz vor Beginn der Luftschlacht um England am 24. April 1940 nach Großbritannien zurück, wo er Mitarbeiter im Technikreferat des Luftfahrtministeriums (Air Ministry) wurde. Danach war er von 1942 an Verbindungsoffizier zu US-amerikanischen Flugzeugherstellern sowie zur US Army Air Forces (USAAF) sowie vom 12. Februar 1943 bis zum Kriegsende Offizier in der Indien-Abteilung des Luftfahrtministeriums.

### Nachkriegszeit und Aufstieg zum Air Marshal
Nach Kriegsende absolvierte Coslett das RAF Staff College Bracknell und übernahm danach 1946 seinen ersten Befehlsposten, und zwar als Kommandeur (Commanding Officer) des Luftwaffenstützpunktes RAF Lüneburg, wo er am 1. Oktober 1946 seine Beförderung zum Oberstleutnant (Wing Commander) erhielt. Am 20. Januar 1947 kehrte er nach Großbritannien zurück und wurde stellvertretender Leiter der Abteilung für technische Ausbildung im Luftfahrtministerium sowie anschließend 1948 Kommandant der Flugtechnischen Versuchsanstalt AFEE (Airborne Forces Experimental Establishment). Nach seiner Beförderung zum Oberst (Group Captain) am 1. Januar 1949 absolvierte er das Industrial College Armed Forces in Washington, D.C. und nahm danach ab 1950 an einem Austauschprogramm auf dem US Air Force-Stützpunkt Wilbur Wright Field in Riverside teil.
1953 wurde Coslett Absolvent des Imperial Defence College und übernahm danach 1954 im Luftfahrtministerium die Funktion als stellvertretender Leiter der Abteilung für technische Planung. Am 11. Februar 1957 wechselte er als Leitender Technischen Stabsoffizier STSO (Senior Technical Staff Officer) zum Kommando der Küstenluftwaffe (RAF Coastal Command) und erhielt dort am 1. Juli 1957 seine Beförderung zum Air Commodore. Im April 1958 wurde Nachfolger von Air Commodore Eric Nelson als Kommandant der No. 1 School of Technical Training RAF und verblieb dort bis zu seiner Ablösung durch Air Commodore Bruce Robinson im Juli 1961.
Coslett wurde daraufhin am 27. Juli 1961 Kommandeur (Air Officer Commanding) des zum Technischen Ausbildungskommando (RAF Technical Training Command) gehörenden No. 24 Group RAF und wurde in dieser Verwendung am 1. Januar 1962 zum Generalmajor (Air Vice Marshal) befördert. Ein Jahr später wurde er am 1. Januar 1963 Companion des Order of the Bath (CB).
Zuletzt wurde Coslett, dem auch das Offizierskreuz des Order of the British Empire (OBE) verliehen worden war, als Nachfolger von Air Marshal Leslie Dalton-Morris am 4. Juni 1963 Kommandierender General (Air Officer Commanding in Chief) des Luftwaffeninstandhaltungskommandos (RAF Maintenance Command) und verblieb in dieser Verwendung bis zu seiner Ablösung durch Air Vice Marshal Kenneth Porter am 2. Juli 1966. Vier Tage nach Amtsantritt wurde er am 8. Juni 1963 zum Knight Commander des Order of the Bath (KCB) geschlagen, so dass er danach den Namenszusatz „Sir“ führen durfte. Am 1. Juli 1963 wurde er zum Generalleutnant (Air Marshal) befördert und schied am 20. Juli 1966 aus dem aktiven militärischen Dienst aus.
Im Anschluss war er in der Privatwirtschaft tätig und zwischen 1966 und 1975 Direktor des Unternehmens Flight Refuelling Limited.